# Notriolus setosus
Notriolus setosus is een keversoort uit de familie beekkevers (Elmidae). De wetenschappelijke naam van de soort werd in 1936 gepubliceerd door Carter & Zeck.